# Arthur Casagrande
Pour les articles homonymes, voir Casagrande.
Arthur Casagrande (né le 28 août 1902 à Haidenschaft, dans l'actuelle Slovénie et mort le 6 septembre 1981 à Boston) est un ingénieur des travaux publics américain d'origine autrichienne qui a apporté d'importantes contributions à la géologie appliquée et à la géotechnique. Il est passé à la postérité pour la conception ingénieuse de ses appareils d'essais et ses études fondamentales sur les écoulements souterrains et la liquéfaction des sols. Il a inauguré au début des années 1930 le cursus de mécanique des sols de l'université Harvard, qui a depuis fait école dans le monde entier.

## Biographie
Casagrande est né à Haidenschaft, dans l'actuelle Slovénie, qui à l'époque faisait partie de l'Autriche-Hongrie. Au bout d'un an d'école à Linz, sa famille emménagea à Trieste. À la fin du collège, il poursuivit ses études secondaires dans une Realschule : cette décision de s'inscrire dans un lycée professionnel était principalement dictée par sa famille maternelle, dont les membres avaient fait carrière dans la mécanique et l'industrie chimique. Il passe son diplôme d'ingénieur en génie civil à l'Université technique de Vienne (1924), et obtient immédiatement un poste d'assistant titulaire auprès du Pr. Schaffernak au laboratoire d’hydraulique de l'université.
Après la dissolution de l'Autriche-Hongrie au terme du Traité de Trianon, il n'y avait guère de chantier en Autriche, et peu de perspectives d'emploi dans le génie civil. À la mort du père de Casagrande, en 1924, le devoir de subvenir aux besoins de sa famille ainsi que l'ambition de s’impliquer dans de grands projets de construction le poussèrent à faire le pari de s'installer aux États-Unis, contre l'avis de sa mère et de son supérieur. Casagrande séjourna dix jours dans une auberge de jeunesse à son arrivée à New York en 1926, et decida d'aller dans le New Jersey et d'y travailler comme dessinateur-projeteur les premiers mois. Alors qu'il visitait le Massachusetts Institute of Technology pour un entretien de recrutement, il fit connaissance avec Karl Terzaghi qui venait juste d'arriver, et qui lui offrit d'emblée de travailler comme assistant.
De 1926 à 1932, Casagrande travailla donc comme assistant de recherche au Bureau Américain des Routes Fédérales, hébergé au MIT, tout en aidant Terzaghi à développer les appareils d'essais de sol. En 1929, Terzaghi accepta la chaire que lui offrait l'université de Vienne et après un bref passage au MIT, Casagrande fit le voyage avec lui pour mettre sur pied ce qui allait devenir le plus grand  laboratoire de mécanique des sols. Il en profita pour faire le tour de tous les laboratoires de sol en Europe. De retour au MIT quelques mois plus tard, il mit au service de l'université américaine les connaissances qu'il avait amassées en Europe. C'est ainsi qu'il développa le concept de limite de liquidité, l'essai hydrométrique, l'essai de capillarité horizontal, l'Œdomètre et la boîte de cisaillement, dite boîte de Casagrande. Il a fait connaître aux États-Unis l'essai triaxial et a, l'un des premiers, étudié la dilatance dans les essais de cisaillement.

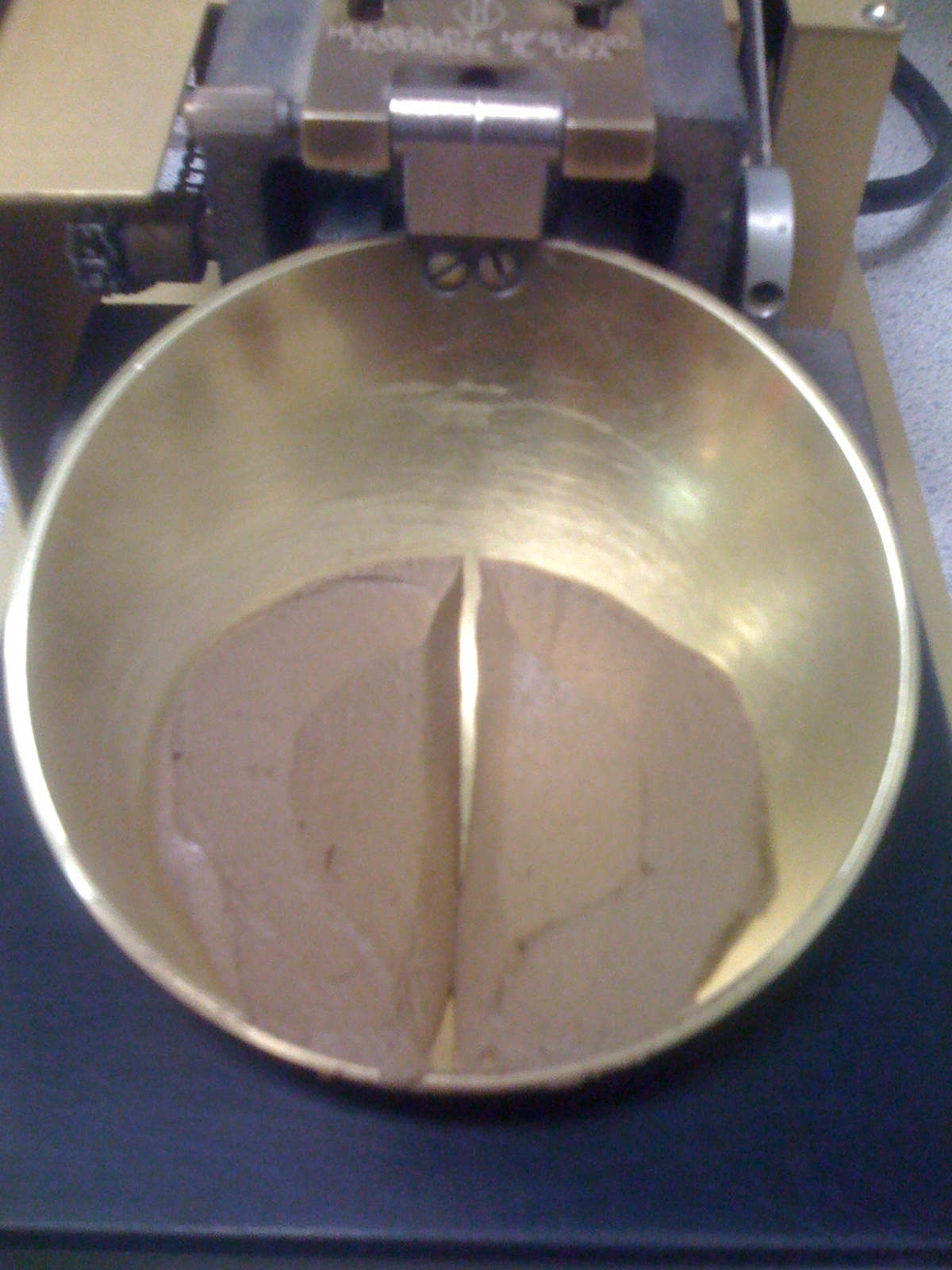
Coupelle de l'appareil de Casagrande pour la mesure des limites d'Atterberg.

Par son avance dans les techniques expérimentales et les appareils d'essai, Casagrande parvint à bouleverser la compréhension des phénomènes mécaniques dans les sols : le premier, il quantifia la variation de pression interstitielle au cours d'un essai de cisaillement non-drainé. Il mit en évidence la différence énorme entre les caractéristiques mécaniques d'une argile en place et d'une argile remaniée. Les méthodes actuellement utilisées pour mesurer la pression de préconsolidation d'un sol surconsolidé remontent à Casagrande. Compte tenu de ses recherches poussées sur les limites d'Atterberg , la « ligne A » des diagrammes de plasticité porte à juste titre son nom.
En 1932, Casagrande accepta un poste à l'Université Harvard. Cet établissement le chargea peu après de mettre sur pied la chaire de mécanique des sols et des fondations. Il commença par monter un programme de second et de troisième cycle, dont le nombre d'étudiants s'accrut régulièrement, passant de 12 en 1932 à plus de 80 après la Seconde Guerre mondiale, avec un pic entre 1942–44, puisqu'à la demande du génie militaire, Casagrande devait former approximativement 400 officiers à la construction des aérodromes en une série de sessions intensives de 4 semaines. Malgré l'aide ultérieure de Terzaghi (que Casagrande aida à quitter Vienne), Casagrande enseignait seul dans le département, car Terzaghi passait le plus clair de son temps à travailler avec son ami Ralph Peck à l'Université de l'Illinois et dédaignait les tâches administratives. C'est pourquoi le succès du cours de mécanique des sols de Harvard est attribué à Casagrande : l'accent mis sur la nature expérimentale de la discipline et l'intégration de l'hydraulique souterraine au programme ont inspiré l'enseignement de la géotechnique dans le monde entier.
Casagrande est l'organisateur de la première Conférence Internationale de Mécanique des sols et des Fondations (1936), à laquelle Terzaghi avait lui-même renoncé, estimant que la discipline n'était pas encore assez mûre à l'époque. Ce fut un succès, puisqu'elle aboutit à la création de l'International Society for Soil Mechanics and Geotechnical Engineering et qu'elle a définitivement assis la place de la mécanique des sols parmi les branches du génie civil.
De tous les projets auxquels il a collaboré, Casagrande s'est imposé par ses études sur la construction des barrages en remblai et l'analyse des causes de leur ruine. Sa passion pour le sujet se reflète dans les nombreux articles qu'il a consacrés aux écoulements interstitiels dans les digues et la liquéfaction des sols. Ses recherches en dynamique des sols ont été impulsées par les commandes de l'Armée américaine sur les effets du souffle nucléaire et la stabilité des berges du Canal de Panama). Bien que le terme de « liquéfaction » ait été employé pour la première fois par Casagrande en Mécanique des sols, il le jugeait inapproprié pour décrire les effets sur la porosité des sables sous séisme ou chargements cycliques. Casagrande répétait qu'il fallait réserver le terme de liquéfaction aux sols présentant un adoucissement brutal, qui se traduit par un comportement quasi-liquide.

## Distinctions
Casagrande reçut de multiples récompenses tout au long de sa carrière : il inaugura les Rankine Lecture de la British Geotechnical Association, et les conférences Terzaghi de l'ASCE. Plusieurs prix ont été créés en son honneur comme l'Arthur Casagrande Professional Development Award.